# Atom String Quartet
Das Atom String Quartet ist ein polnisches Streichquartett, das Jazzverwandtes und Klassik spielt. Das seit 2010 bestehende Ensemble steht dabei im Ruf, das Streichquartett neu zu erfinden und zwischen den Genres anzusiedeln.

## Geschichte
2010 haben vier Absolventen der Warschauer Fryderyk-Chopin-Hochschule für Musik ein Streichquartett gebildet; noch im selben Jahr wurden sie mit dem Preis „New Hope of Music Lovers“ ausgezeichnet.
Im Juni 2011 wurde das Album Fade In der Gruppe veröffentlicht, ein Live-Konzert, das von Polskie Radio Katowice aufgenommen wurde. Es erhielt den polnischen Musikpreis Fryderyk in der Kategorie „Jazz-Debüt“. Es hat sowohl Stücke aus der klassischen Musik als auch Jazztitel im Programm. „Polnische Volksmusik, weltmusikalische Anleihen aus vielerlei Kulturen sowie Strukturen zeitgenössischer Musik sind ebenso Inspirationsquellen ihres unverwechselbaren neuen Streicher-Klanges.“
Auch die nächsten Alben, die das Atom String Quartet 2013 und 2015 vorgelegt hat, wurden in Polen ausgezeichnet – als „Album des Jahres.“ Die Formation arbeitete mit Branford Marsalis, Bobby McFerrin, Gil Goldstein, Vladyslav Sendecki, Mino Cinelu, Paolo Fresu, Leszek Możdżer, Lars Danielsson, Zohar Fresco und Jerzy Maksymiuk und ging 2019 auch mit der NDR Big Band auf Konzertreise. Das Atom String Quartet wurde zudem bei den Salzburger Festspielen, beim JazzFest Berlin und bei den Leipziger Jazztagen begeistert empfangen.

## Diskographie
unter eigenem Namen

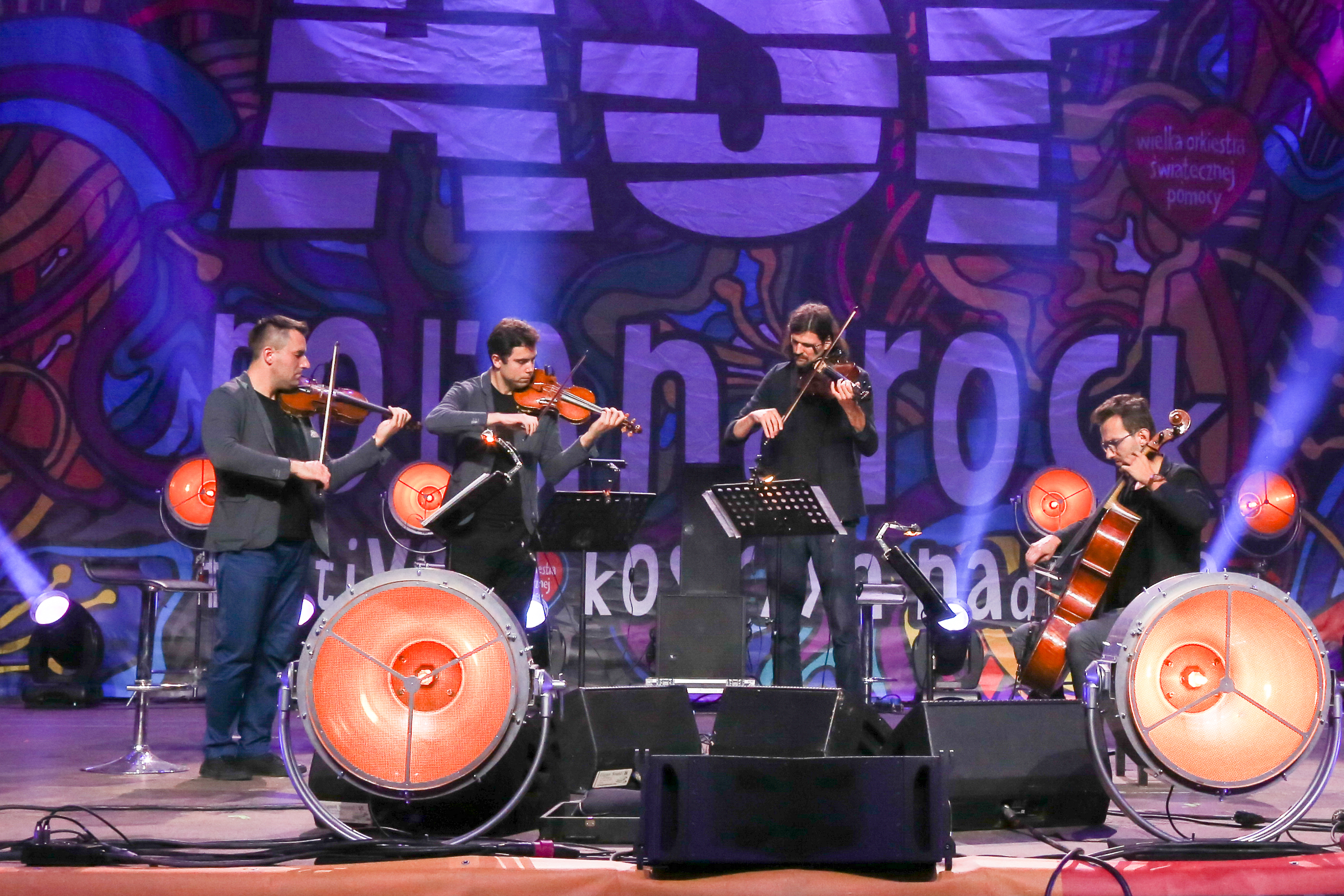
Das Atom String Quartet beim Festival Pol’and’Rock 2019

- Fade In (Polskie Radio Katowice, 2011)
- Places (Kayax 2012)
- AtomSphere (Kayax 2015)
- Seifert (Fundacja im. Zbigniewa Seiferta 2017)[4]
- Penderecki (Filharmonia im. Mieczysława Karłowicza w Szczecinie 2019)[5]
- Universum (Warner Music Poland 2024)

Kollaborationen
- Grzech Piotrowski World Orchestra: Live in Gdańsk (Universal Music 2013)
- String Big Band Live in Trójka (Polskie Radio 2014)
- Grażyna Auguścik Orchestar: Inspired by Lutosławski (For Tune 2014)
- Leszek Możdżer & Friends: Jazz at Berlin Philharmonic III (ACT 2015)
- Cezariusz Gadzina: The Fifth Element (TAK Records 2015)
- Maciej Miecznikowski & Krzysia Górniak: Tribute to Nat King Cole (Dux 2015)
- Atom String Quartet & Rafał Grząka: Atom Accordion Quintet (Dux/Requiem Records 2016)
- Tomasz Wendt Trio & Atom String Quartet: Behind the Strings (SJ Records 2016)
- Dorota Miśkiewicz Piano.pl (Universal Music 2016)
- Atom String Quartet + NFM Leopoldinum Chamber Orchestra, Christian Danowicz Made in Poland (Szymanowski / Bacewicz / Górecki / Lubowicz / Lenczowski) (Dux 2017)
- Zakopower + Atom String Quartet (Kayax 2017)
- Atom String Quartet + NFM Orkiestra Leopoldinum, Christian Danowicz: Supernova (Narodowe Forum Muzyki im. Witolda Lutosławskiego, CD Accord 2018)
- Vladyslav Sendecki & Atom String Quartet: Le jardin oublié / My Polish Heart (Neuklang 2018)
- Małgorzata Hutek: Psalmy (RTCK Muzyka 2018)
- Vladyslav Sendecki & Atom String Quartet: Studio Konzert (Neuklang 2019)
- Bodek Janke: Song2 (Dreyer Gaido 2020)
- Joachim Kühn New Trio: Komeda – Jazz at Berlin Philharmonic XIV (mit Chris Jennings, Eric Schaefer, Atom String Quartet; ACT 2023)[6]